# Giteranyi
Giteranyi – miasto w Burundi; w prowincji Muyinga; 2 146 mieszkańców (2008). 